# インペリアル・マーチ
『インペリアル・マーチ』、正式には『帝国のマーチ（ダース・ベイダーのテーマ）』 (英: The Imperial March (Darth Vader's Theme)) は、『スター・ウォーズ エピソード5/帝国の逆襲』で初めて使用された、ジョン・ウィリアムズ作曲の映画音楽の曲である。

## 概要
この曲は、ライトモティーフ（示導動機）という手法を利用して映画のいたるところで用いられ、メイン・テーマと共にスター・ウォーズシリーズを代表する音楽の1つである。銀河帝国軍やダース・ベイダーを示す主題であり『ダース・ベイダーのテーマ』として知られている。
この曲の主題は、『スター・ウォーズ エピソード6/ジェダイの帰還』や新三部作（エピソード1～3）などでも使用された。
『スター・ウォーズ エピソード1/ファントム・メナス』ではアナキン・スカイウォーカーがダース・ベイダーに変容することへの暗示、『スター・ウォーズ エピソード2/クローンの攻撃』では共和国軍が帝国軍へつながることへの暗示、『スター・ウォーズ エピソード3/シスの復讐』でも帝国成立の後、複数の場面に使われている。ヨーダがダース・シディアスに弟子ベイダーを信用しないよう不吉な予言をするシーンは最終的にこの予言が的中する暗示として、またサイボーグとなったベイダーが歩くシーンでは、全てを失いもはやシス卿としての人生しか残されていないベイダーの悲劇の象徴として、いずれも本来のBGMにこの主題をアレンジする形で追加されている。
フェイス・ワンダワークスが2015年に発表した、GIGAエンタメロディで15年間で最も多くダウンロードされた着信メロディを集計した「着信メロディ15年間ランキング」において9位にランクインされた。

## 日本における本曲の著名な事例
- 「スター・ウォーズ」公開当時、映画の大ヒットによってこの曲も有名になり、SFマニア達の間では自然発生的に歌詞の無い本曲に適当な歌詞（例：「牛乳と～コッペパン～コッペパン」）を付けて口ずさむ替え歌遊びが静かに流行する。当時日本SF大会などでは大勢で歌われた事があった。中でもDAICON FILMによる（作詞は岡田斗司夫説[2]と赤井孝美説[3]がある）「帝国は～とても～強い」で始まるものは特に有名になり、1983年の日本SF大会大阪コンベンション（DAICON4）の広報企画として参加者に配布されたカセットテープ「プログレスレポート」にも収録された[3]ほか、1980年代後半の漫画『気まぐれコンセプト』で紹介され、全国的に有名になった。
- 1990年代後半、日本テレビの人気バラエティ・『進め!電波少年』において、プロデューサーである土屋敏男（Tプロデューサー）登場の際に本曲が用いられた。この番組ではTプロデューサーが番組に出演した芸人に強権を発動して、非常識な無理難題（現在で言うところの「無茶振り」）を強いた事から、この曲は「悪の大ボスのテーマ」として「スター・ウォーズ」を見ていない若い世代にも認知された。だが一方で『電波少年』に“悪用”されたと憤慨した「スター・ウォーズ」ファンも少なからずいた。

- 2005年に栗コーダーカルテットが『ウクレレ・フォース』でカバーした「帝国のマーチ（ダース・ベイダーのテーマ）」は、通称「やる気のないダース・ベイダーのテーマ」と呼ばれ[4]、原曲の威圧的なイメージとは遠くかけ離れた笛（アンデス25）の柔らかい音感が醸しだす脱力感とミスマッチが人気を呼び、バラエティ番組等にてしばしばBGMとして用いられる。
- フジテレビの脳内エステIQサプリでモヤッと感がピークに達すると、「ハコ投げ（箱ごと「モヤッとホール」に運び中身を全てぶちまける行為）」のテーマ曲として使用している。
- 日本テレビのロンQ!ハイランドにおいて、2007年3月4日からスタートしたプープー星人の逆襲でプープー星人達が登場する時に本曲が用いられている。後にプープー星人の他出演者への揶揄の際にも使われるようになった。
- 芸人であり、またミュージシャンでもあるこまつは、坂本九の「上を向いて歩こう」と本曲を織り交ぜた楽曲を演奏する事で有名となった。
- プロボクシングの東洋太平洋2階級チャンピオンだった佐々木基樹が入場曲に使用していた。